# Thank You, Good Night (película)
Thank You, Good Night es una película de comedia, drama y musical de 2002, dirigida por D. Charles Griffith, que a su vez la escribió junto a Chris Provenzano y Robert Zimmer Jr., musicalizada por Christopher Hoag, en la fotografía estuvo Matthew Irving y los protagonistas son John Paul Pitoc, Christian Campbell y Jay Leggett, entre otros. El filme fue realizado por Burkhardt/Griffith Productions, Deeper Magic Communications y Roaring Leo Productions, se estrenó el 8 de marzo de 2002.

## Sinopsis
Ambientada en la época de las bandas de garaje de la década de 1990, un grupo de perezosos del rock and roll esperan tener éxito en su última gira, con la ilusión de librarse de una vida mediocre de 9 a 5.